# Wilhelm Maibaum
Wilhelm Heinrich Maibaum (* 8. Juli 1919 in Ennigerloh; † 14. Juli 1994 in Neustadt in Holstein) war ein deutscher Politiker (SPD). Er war von 1963 bis 1972 Mitglied des Deutschen Bundestages.

## Leben
Nach dem Besuch der Volksschule absolvierte Maibaum eine Fleischerlehre, die er mit der Gesellenprüfung abschloss. Er leistete von April bis Oktober 1937 Reichsarbeitsdienst, wurde anschließend zur Wehrmacht eingezogen und nahm von 1939 bis 1945 als Soldat am Zweiten Weltkrieg teil, zuletzt als Leutnant. Ab 1946 war er bei der Polstermöbelfabrik Preckel & Wältermann in Ennigerloh beschäftigt, ab 1950 im Angestelltenverhältnis.
Maibaum trat 1946 in die SPD ein. Er war ab 1952 Mitglied des Rates der Gemeinde Ennigerloh und von 1956 bis 1961 sowie ab 1964 stellvertretender Bürgermeister. 1956 wurde er in den Kreistag des Kreises Beckum gewählt, dem er bis 1969 angehörte.
Dem Deutschen Bundestag gehörte er vom 22. Mai 1963, als er für den verstorbenen Abgeordneten Karl-Heinz Lünenstraß nachrückte, bis 1972 an. Er war stets über die Landesliste der SPD Nordrhein-Westfalen ins Parlament eingezogen.